# Cursor (代码编辑器)
Cursor是Microsoft Windows、MacOS和Linux平台上的一款由人工智能驱动的专有集成开发环境。它擁有代码生成、智能重写和代码库查询等具有人工智能的功能。 

## 历史
2022年，Sualeh Asif、Arvid Lunnemark、Aman Sanger 和 Micheal Truell创立Anysphere ，這四人均來自麻省理工学院。  2023年，Anysphere推出Cursor，并于同年晚些时候筹集了800万美元的资金，其中OpenAI的创业基金參與投資。  2024年8月，Anysphere 在由安德里森·霍罗威茨领投的A轮融资中籌集了6000万美元。 

## 另見
- Visual Studio Code
- GitHub Copilot
- Vibe coding